# Fagersta norra station
Fagersta norra station är en trafikplats i Fagersta på Bergslagspendeln, belägen cirka 2 kilometer från Fagersta centralstation. Trots namnet ligger stationen närmare centrum än Fagersta C.

## Historik
Stationen öppnades den 26 november 1900 under namnet Fagersta och ligger centralt i Fagersta längs riksväg 69. Den 9 juni 1947 namnändrades stationen till Fagersta Bruk. Den 28 maj 1967 lades persontrafiken ned vid stationen. Den 10 januari 1993 öppnades stationen återigen för persontrafik, då under namnet Fagersta norra station. Plattformen ligger 120 meter nordväst om det gamla stationshuset, vilken är stängd som expeditions- och väntsalsbyggnad.

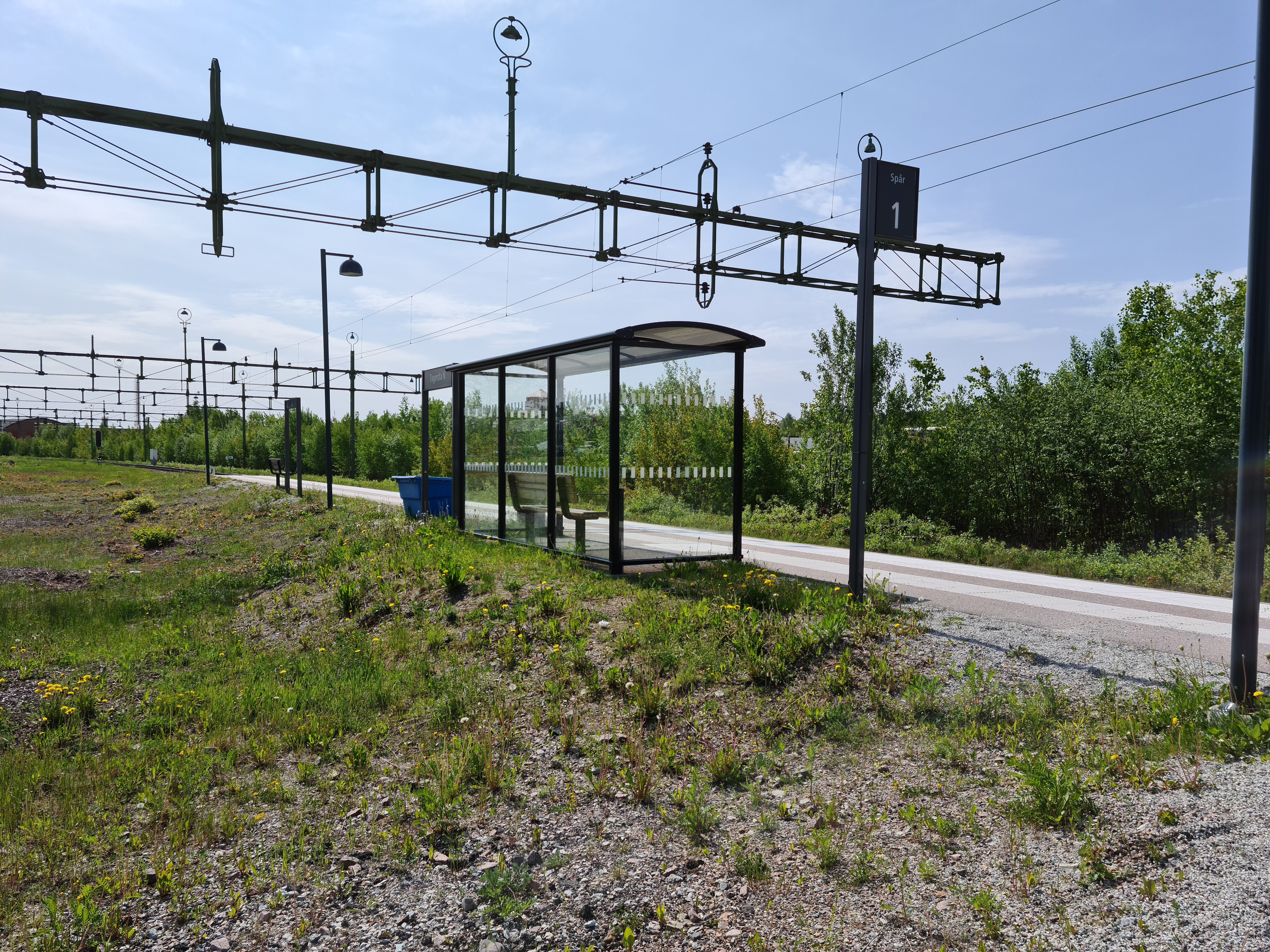
Fagersta Norras enda platform.